# 에즈라 밀러
에즈라 매슈 밀러(영어: Ezra Matthew Miller, 1992년 9월 30일 ~)는 미국의 배우, 가수, 뮤지션과 운동가이다. 밀러는 장편 영화 《애프터스쿨》(2008)로 데뷔하였다. 그는 드라마 영화 《케빈에 대하여》(2011)의 주연과 소설을 각색한 영화 《월플라워》(2012)에서 공동 주연을 맡았다. 2015년, 그는 드라마 영화 《더 스탠포드 프리즌 엑스페리먼트》와 코미디 영화 《나를 미치게 하는 여자》에서 공동 주연을 맡았다. 그는 DC 확장 유니버스에서 배리 앨런 / 플래시 역할을 맡아 2016년 《배트맨 대 슈퍼맨: 저스티스의 시작》에서 처음으로 등장하였고, 또한 같은 해에는 해리 포터 시리즈의 프리퀄 영화 《신비한 동물사전》에서 크레덴스 베어본 역할로 출연하였다.

## 어린 시절
밀러는 뉴 저지 주 와이코프에서 태어나고 자랐다. 그의 어머니 마르타(결혼 전 성씨는 코치)는 현대 무용가이다. 그의 아버지 로버트 S. 밀러는 히페리온 북스의 선임부사장 겸 상무 이사였고, 후에 워크맨 퍼블리싱의 출판업자가 되었다. 밀러의 형제로는 사이야와 케이틀린, 두 명의 누나를 두었다. 그의 아버지는 유대인이며, 어머니는 독일계와 네덜란드계 조상을 둔 기독교인 출신이다. 에즈라는 스스로를 "영적으로" 유대인이라고 생각한다.
에즈라는 만 6살 때 언어 장애를 극복하기 위해 오페라 가수 훈련을 시작했다. 그는 메트로폴리탄 오페라와 함께 노래를 불렀으며, 필립 글래스의 오페라 《화이트 레이븐》의 미국 초연에서 공연하였다. 로클랜드 컨트리 데이 스쿨과 허드슨 스쿨에 다녔으며, 영화 《애프터스쿨》 개봉 이후 자퇴하였다.

## 경력

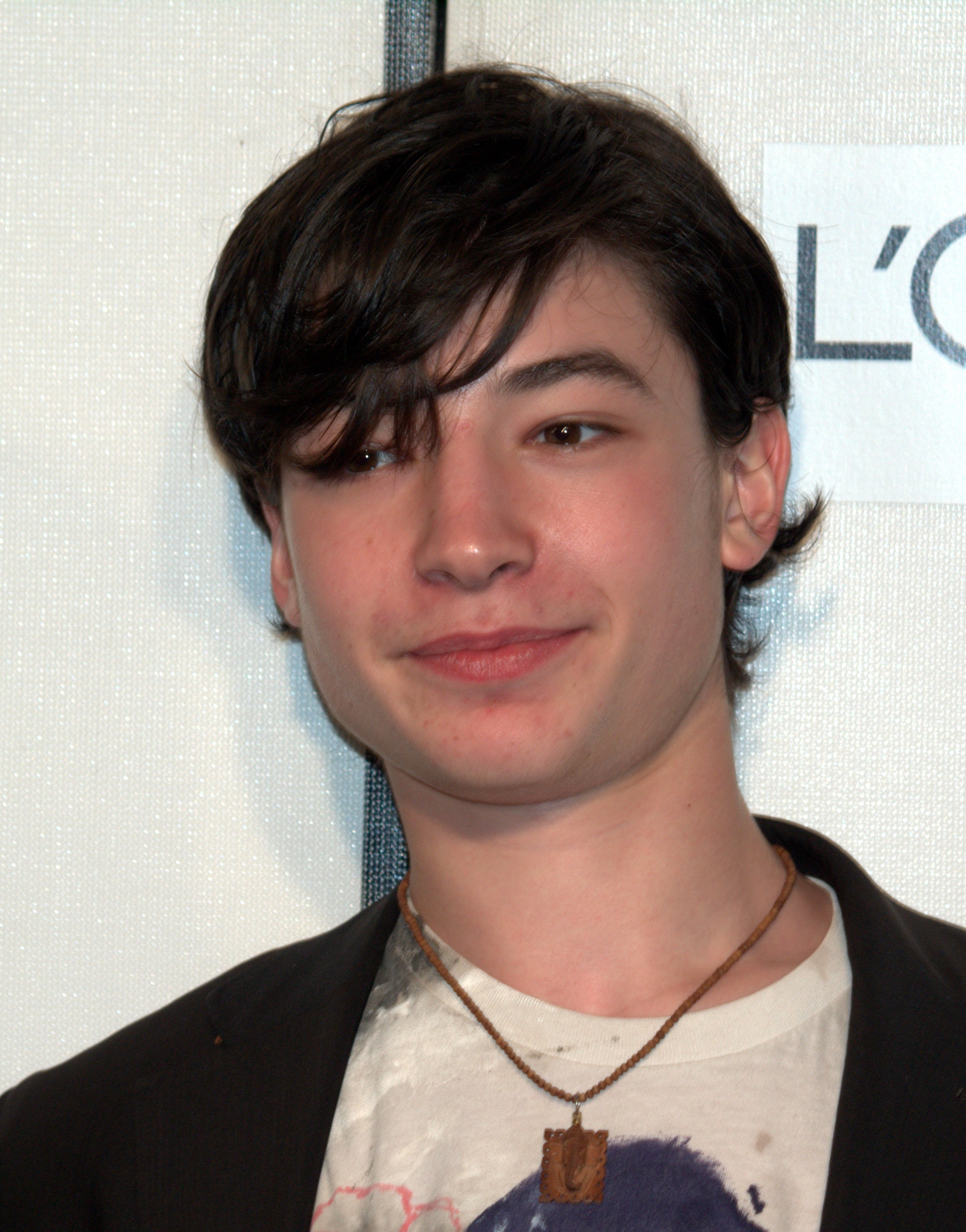
2009년 트리베카 영화제에서 밀러.

밀러는 2008년 안토니오 캠포스 감독의 영화 《애프터스쿨》에서 기숙 학교의 10대 청소년으로 출연하여 배우 경력을 시작했다. 이후, 밀러는 앤디 가르시아, 줄리아나 마걸리스, 스티븐 스트레이트와 함께 《시티 아일랜드》에 출연하였고, 트리베카 영화제에서 초연 된 두 작품 《곤조는 못말려》와 《에브리 데이》에 공동 주연으로 출연하였다. 밀러는 차기작으로 린 램지가 미국 작가 라이오넬 슈라이버의 2003년 동명 소설을 각색하여 감독한 BBC 필름 영화 《케빈에 대하여》에서 존 C. 라일리와 틸다 스윈턴과 공연하며 케빈 역할을 연기했다. 이 영화는 칸 국제 영화제에서 센세이션을 일으키며 비평가의 절찬을 받았다. 또한, 밀러는 쇼타임의 인기 코미디 텔레비전 프로그램 《캘리포니케이션》에서 데미안 역할을 연기하였다. 그는 《로얄 페인스》에서는 두 시즌동안 터커 브라이언트 역할을 연기하였다. 2012년 9월 21일에 개봉한 소설 원작의 영화 《월플라워》에서는 엠마 왓슨과 로건 러먼의 상대역인 패트릭 역할을 맡았다.
워너 브라더스는 2018년 개봉한 DC 코믹스의 실사 영화 《플래시》에서 밀러가 플래시 / 배리 앨런 역할을 맡을 것이라 발표했다. 그는 《배트맨 대 슈퍼맨: 저스티스의 시작》에서 플래시로 처음 등장했고, 《저스티스 리그》에서 같은 역할로 다시 등장하였다.

## 사생활
밀러는 스스로를 퀴어라고 표현하며, 다음과 같이 설명했다. “나는 나 자신을 게이로 정체화하지 않을 것이다. 나는 대개 '그녀들'에게 끌렸지만 다른 많은 사람에게도 그러했고, 사랑이 어디에 있든 그것에 대해 열려있다.”; “매우 다른 성별과 젠더를 가진 정말 멋진 친구들이 많이 있다. 나는 특히 아무에게나 사랑에 빠진다.”

## 논란

### 풍기문란
밀러는 2011년 6월 28일 영화 《월플라워》를 촬영하던 펜실베이니아주 피츠버그에서 정지등을 끈 채 길 한쪽에 댄 차량 앞좌석에 앉아 흡연 행위를 하는 모습이 경찰에 의해 발견되었고, 조사 결과 20 그램의 마리화나를 소지하고 있어 체포되었다. 그는 처음에는 마약 소지 혐의로 기소 되었지만, 나중에 이 혐의는 판사가 기각하여 면소 되었다. 대신, 풍기문란 (disorderly conduct) 행위에 대한 두 건의 소환장으로 600 달러의 벌금이 부과 되었다. 밀러는 나중에 다음과 같이 말했다. “나는 마리화나를 피웠다는 사실을 숨길 필요가 없다고 느낀다. 마리화나는 감각 인식을 높여주는 해롭지 않은 약초 물질이다.”

### 목조름 사건
2020년 4월 6일에 밀러가 한 여성의 목을 조르고 땅에 내동댕이치는 영상이 공개되었다. <버라이어티>는 이 영상이 밀러가 자주 방문하는 아이슬란드 레이캬비크의 바에서 촬영되었음을 확인했다.

### 하와이에서의 체포
밀러는 2022년 3월 28일에 하와이의 한 가라오케 바에서 다른 손님들에게 욕설을 퍼부은 후 그들과 몸싸움을 벌여서 풍기문란과 괴롭힘으로 기소되었다. 또한 4월 19일에 파호아에서 2급 폭행 혐의로 체포되었다. <미디 리브르>에 따르면, 그는 한 사모임에서 떠나라는 요구를 받자 의자를 던졌고, 이는 한 여성의 이마를 맞춰 0.5인치 크기의 상처를 남겼다. 밀러는 가라오케 사건에 대해 이의를 제기하지 않았고(pleaded no contest), 풍기문란으로 500달러의 벌금형을 받았다.

### 토카타 아이언 아이즈와의 관계
스탠딩 락 수 부족 법원은 2022년 6월에 밀러에게 활동가 토카타 아이언 아이즈에 대한 임시 접근 금지 명령(temporary order of protection)을 내렸다. 그의 부모는 밀러가 "폭력, 협박, 공포, 편집증, 망상, 마약"을 이용해 그들의 아이를 조종해서 금지명령을 요청했다. 밀러와 아이언 아이즈의 인연은 밀러가 23세이고 아이언 아이즈가 12세였던 2016년에 시작되었다. 아이언 아이즈는 2021년에 학교를 자퇴했는데, 그의 부모는 이것이 밀러를 따르기 위해서라고 믿는다. 또한 법정 문서에서 밀러가 그들의 아이의 몸에 상처를 입히고 그루밍했다고 진술했다. 이후 아이언 아이즈의 인스타그램에 그들의 주장을 부인하는 글과 동영상이 게시되었으나, 그의 부모는 그가 본인의 SNS를 통제하지 않는다고 주장하며 이를 반박했다.
2022년 6월 10일 기준 법원은 밀러의 위치를 파악할 수 없었다. 이후 밀러는 자신의 인스타그램에 법원을 조롱하는 글을 올린 후 계정을 삭제했다.

### 괴롭힘 혐의
밀러가 한 여성의 가족을 위협하고 그녀의 12살 아이에게 부적절한 행동을 보이자 2022년 6월 16일에 매사추세츠주에서 그들에 대한 임시 접근 금지 명령을 받았다. 어머니와 아이에 따르면, 그는 방탄조끼를 입은 채로 갑자기 그들의 집에 나타나 총을 휘두른 후 아이의 엉덩이를 불쾌하게 만졌다. <비즈니스 인사이더>에 따르면, 그는 2월부터 이 가족과 알고 지냈으며, 아이의 "스타일과 성숙도" 때문에 아이에게 관심을 가져 의류 브랜드 공동 설립과 디자인 학교 등록금 지원을 제안했다. 또한 아이를 "그가 인도하고 보호하면 좋을" 강력한 "신비한 존재"라고 생각했다. 접근 금지 명령이 내려지기 직전, 그는 카우보이 옷을 입고 가족의 집을 방문해 아이에게 말을 사 주려고 했다.

### 버몬트 농장 사건
<롤링 스톤>에 따르면, 밀러는 2022년 4월부터 하와이에서 만난 한 여성과 그녀의 세 아이를 버몬트주에 있는 자신의 농장에 거주하게 했다. 모두 5살 이하인 아이들은 총과 탄약에 쉽게 접근할 수 있었고, 한 살짜리 아이는 자신의 입에 총알을 넣기도 했다. 여성은 밀러가 자신에게 치유를 위한 피난처를 제공했고, 남편이 자신을 학대한다고 주장했다. 또한 사람들은 환기가 잘 되지 않는 방에서 아이들 앞에서 대마초를 피웠고, 밀러는 아이의 얼굴에 대마초 연기를 내뿜은 후 팔을 이용해 연기가 아이 쪽으로 더 가게 했다. <롤링 스톤>은 밀러가 대규모의 무면허 대마초 재배 사업을 운영한다고 밝혔다.

## 출연 작품

### 영화
| 연도 | 제목                                                                          | 역할                      | 비고   |
| ---- | ----------------------------------------------------------------------------- | ------------------------- | ------ |
| 2008 | 애프터스쿨 Afterschool                                                        | 로버트                    |        |
| 2009 | 시티 아일랜드 City Island                                                     | 빈센트 "비니" 리조 주니어 |        |
| 2010 | 에브리 데이 Every Day                                                         | 조나                      |        |
| 2010 | 곤조는 못말려 Beware the Gonzo                                                | 에디 "곤조" 길먼          |        |
| 2011 | 어나더 해피 데이 Another Happy Day                                            | 엘리엇 헬먼               |        |
| 2011 | 케빈에 대하여 We Need to Talk About Kevin                                     | 케빈 카차도리언           |        |
| 2012 | 월플라워 The Perks of Being a Wallflower                                      | 패트릭                    |        |
| 2014 | 마담 보바리 Madame Bovary                                                     | 레옹 듀피스               |        |
| 2015 | 더 스탠포드 프리즌 엑스페리먼트 The Stanford Prison Experiment                | 대니얼 컬프               |        |
| 2015 | 나를 미치게 하는 여자 Trainwreck                                              | 도널드                    |        |
| 2016 | 배트맨 대 슈퍼맨: 저스티스의 시작 Batman v Superman: Dawn of Justice          | 배리 앨런 / 플래시        | 카메오 |
| 2016 | 수어사이드 스쿼드 Suicide Squad                                               | 배리 앨런 / 플래시        | 카메오 |
| 2016 | 신비한 동물사전 Fantastic Beasts and Where to Find Them                       | 크레덴스 베어본           |        |
| 2017 | 저스티스 리그 Justice League                                                  | 배리 앨런 / 플래시        |        |
| 2018 | 신비한 동물들과 그린델왈드의 범죄 Fantastic Beasts: The Crimes of Grindelwald | 크레덴스 베어본           |        |
| 2021 | 잭 스나이더의 저스티스 리그 Zack Snyder's Justice League                      | 배리 앨런 / 플래시        |        |
| 2022 | 신비한 동물들과 덤블도어의 비밀 Fantastic Beasts: The Secrets of Dumbledore   | 크레덴스 베어본           |        |
| 2022 | 달리랜드 Dalíland                                                             | 젊은 살바도르 달리        |        |
| 2023 | 플래시 The Flash                                                              | 배리 앨런 / 플래시        |        |

### 텔레비전
| 연도    | 제목                                              | 역할            | 비고                               |
| ------- | ------------------------------------------------- | --------------- | ---------------------------------- |
| 2008    | 캘리포니케이션 Californication                    | 데미안          | TV 시리즈; 5 에피소드              |
| 2009    | 범죄수사대: SVU Law & Order: Special Victims Unit | 이선 모스       | TV 시리즈; 10 에피소드: 20 "Crush" |
| 2009–10 | 로열 페인스 Royal Pains                           | 터커 브라이언트 | TV 시리즈; 5 에피소드              |

## 수상 및 후보
| 연도 | 시상식                      | 부문                                               | 작품             | 결과 |
| ---- | --------------------------- | -------------------------------------------------- | ---------------- | ---- |
| 2011 | 햄튼 국제 영화제            | 주목할만한 연기상                                  | 어나더 해피 데이 | 수상 |
| 2011 | 영국 독립 영화상(BIFA)      | 최우수 남우조연상                                  | 케빈에 대하여    | 후보 |
| 2011 | 크리틱스 초이스 영화상      | 최우수 아역연기상                                  | 케빈에 대하여    | 후보 |
| 2012 | 보스턴 영화 비평가 협회     | 남우조연상                                         | 월플라워         | 수상 |
| 2012 | 할리우드 영화제             | 스포트라이트상                                     | 월플라워         | 수상 |
| 2012 | 샌디에이고 영화 비평가 협회 | 최우수 캐스팅 연기상                               | 월플라워         | 수상 |
| 2012 | 샌타바버라 국제 영화제      | 비르투오소상                                       | 월플라워         | 수상 |
| 2012 | 디트로이트 영화 비평가 협회 | 최우수 남우조연상                                  | 월플라워         | 후보 |
| 2013 | MTV 무비 & TV 어워드        | 최고의 신인상                                      | 월플라워         | 후보 |
| 2013 | MTV 무비 & TV 어워드        | 최고의 뮤지컬 장면상 (로건 러먼, 엠마 왓슨과 함께) | 월플라워         | 후보 |
| 2013 | 피닉스 영화 비평가 협회     | 최우수 남우조연상                                  | 월플라워         | 후보 |
| 2017 | 샌디에이고 영화 비평가 협회 | 최우수 코미디 연기상                               | 저스티스 리그    | 후보 |